# Khuis
Khuis ist ein Ort im Kgalagadi District von Botswana.

## Geographie
Khuis ist eine ländliche Siedlung und liegt an der Grenze zwischen Botswana und Südafrika sowie in der Nähe des periodischen Flusses Molopo.

## Verkehr
Der Ort ist über eine Landstraße zu erreichen, die vom Südwesten aus Bokspits heranführt und nach Tshabong verläuft.